# 卡尔·诺比林格
卡尔·爱德华·诺比林格（德語：Karl Eduard Nobiling，1848年4月10日—1878年9月10日），是德意志帝国的刺客，曾与1878年刺杀德意志皇帝威廉一世未遂。之后奥托·冯·俾斯麦借此事，打击国内的社会主义势力。